# Анго
 Тази статия е за образователния курс.  За шанюя на хунну вижте Ангуо.  
Анго или Кесей е японски термин за три месечен период на интензивно обучение на ученици на дзен, траещ обикновено от 90 до 100 дни. Обикновено анго има два пъти в година, първия период е от пролетта до лятото, а втория период от есента до зимата. Думата анго буквално се превежда като „пребиваване в мир“; лятното анго се нарича ge-ango (ге-анго), а зимния период u-ango (у-анго). Практиката на анго съдържа дзадзен, изучаване, и саму (работа). Засягайки дзен практики в САЩ авторката Елън Биркс пише: "Много центрове сега позволяват на членовете си да ги посещават частично. Много имат ango тримесечен период на интензивна практика, в която членовете могат да участват, докато продължават да си отиват, за да работят по време на деня." В Япония анго се прави два пъти в годината през лятото и зимата." Отделно някои манастири имат само едно анго на година.